# Bematistes inaequalis
Bematistes inaequalis är en fjärilsart som beskrevs av Le Doux 1931. Bematistes inaequalis ingår i släktet Bematistes och familjen praktfjärilar. Inga underarter finns listade i Catalogue of Life.